# 天草市立御領小学校
天草市立御領小学校（あまくさしりつ ごりょうしょうがっこう）は、かつて熊本県天草市五和町御領にあった小学校。

## 沿革
- 1872年（明治5年） - 隈部某民家を借り農家の子弟を集めて授業を行うも廃止
- 1874年（明治7年）10月 - 浜田分教室設置。尋常御領小学校創立
- 1882年（明治15年） - 公立大島小学校設立
- 年月日不詳 - 大島簡易科教場と改称
- 1889年（明治22年） - 大島簡易科教場が尋常御領小学校支校と改称、
- 1895年（明治28年） - 浜田分教室廃止。尋常御領小学校支校が大島尋常小学校と改称
- 1900年（明治33年）6月6日 - 御領尋常高等小学校、大島尋常高等小学校と改称
- 1916年（大正5年）3月31日 - 大島尋常高等小学校が廃止し大島分教場設置
- 1941年（昭和16年）4月1日 - 御領国民学校と改称
- 1947年（昭和22年）4月1日 - 御領村立御領小学校と改称
- 1955年（昭和30年） - 五和町立御領小学校と改称
- 1992年（平成3年） - 大島分校廃止
- 2006年（平成18年） - 天草市立御領小学校と改称
- 2012年（平成24年） - 隣接する天草市立鬼池小学校と統合し天草市立御領鬼池小学校が開校したのに伴い閉校

## 学校周辺
- 島原湾